# Delage Type DF

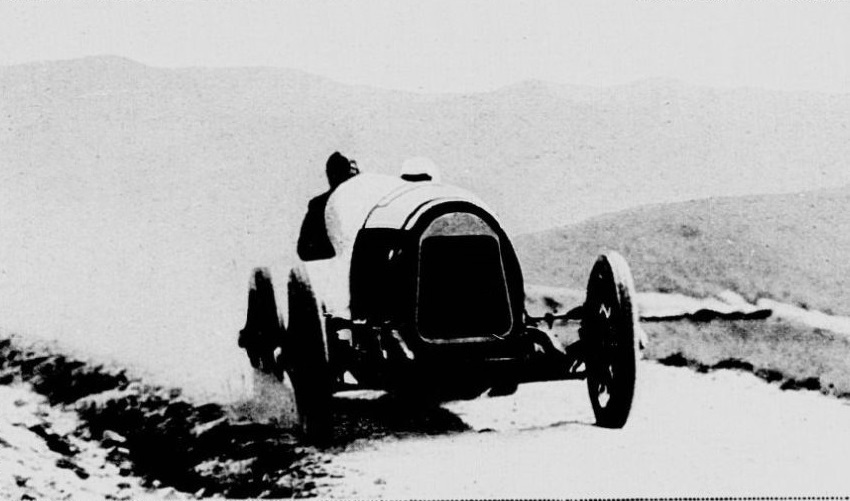
René Thomas am Steuer eines Delage Type DF

Der Delage Type DF war ein Rennwagen der französischen Marke Delage. Er war im Gegensatz zum Delage Type 2 LS für Bergrennen und Höchstgeschwindigkeitsfahrten ausgelegt.

## Beschreibung
Die Basis stellte der Delage Type GS der Bauzeit 1922–1923 dar. Der Ingenieur Henri Toutée konstruierte einen speziellen Zylinderkopf für mehr Leistung.
Ein Sechszylindermotor trieb das Fahrzeug an. 85 mm Bohrung, 150 mm Hub und 5107 cm³ Hubraum wurden beibehalten.
Das Fahrgestell hatte vorne 1420 und hinten 1380 mm Spurweite. Der Radstand betrug bei einem Wagen sicher 2800 mm, bei einem anderen Wagen vermutlich auch.
Eine Ausführung wurde Sprint I und La Torpille genannt. Der Motor war mit 31 Cheval fiscal eingestuft. Die Motorleistung betrug etwa 170 PS. Der Kühlergrill war aerodynamisch verkleidet, was zum Spitznamen La Torpille führte. Der Aufbau war ein zweisitziger Rennwagen. Bei einem Rennen nahe Lyon im Jahre 1922 erreichte der Fahrer René Thomas 192 km/h. Für die Motorsportsaison 1923 wurde die Verkleidung entfernt, weil sie sich nachteilig auf die Motorkühlung ausgewirkt hatte.
Eine zweite Ausführung wurde La Tango oder 6-cylindres touring genannt. Für den Motor sind 25 CV und 100 PS überliefert. Das Fahrzeug war als zweisitziger Phaeton karosseriert. Beim oben genannten Rennen erreichte René Thomas 159 km/h.
Es blieb bei diesen zwei Exemplaren. La Torpille existiert heute noch.

## Renneinsätze
| Datum         | Veranstaltung                              | Ort                     | Fahrzeug                                       | Team                       | Ergebnis                                                                |
| ------------- | ------------------------------------------ | ----------------------- | ---------------------------------------------- | -------------------------- | ----------------------------------------------------------------------- |
| 1922          | Meeting de Boulogne                        | Boulogne-sur-Mer        | Type DF „La Tango“                             | René Thomas                | ?                                                                       |
| 24. März 1922 | Bergrennen am Mont Agel                    | Mont Agel               | Type DF „Sprint I“                             | René Thomas                | Platz 1                                                                 |
| 30. Apr. 1922 | Bergrennen von Le Camp                     | Marseille               | Type DF „Sprint I“                             | René Thomas                | Platz 1                                                                 |
| 28. Mai 1922  | Bergrennen von Limonest                    | Limonest                | Type DF „Sprint I“                             | René Thomas                | Platz 2                                                                 |
| 2. Juni 1922  | Les Chères (Fliegender Kilometer)          | Anse                    | Type DF „Sprint I“ Type DF „La Tango“          | René Thomas                | Platz 1 in der Klasse Racing Platz 1 in der Klasse über 3 Liter Hubraum |
| 5. Juni 1922  | Bergrennen von Mayenne                     | Rennes                  | Type DF „Sprint I“                             | René Thomas                | Platz 1                                                                 |
| 2. Juli 1922  | Bergrennen von Val-Suzon                   | Dijon                   | Type DF „Sprint I“                             | René Thomas                | Platz 1                                                                 |
| 6. Aug. 1922  | Bergrennen am Mont Ventoux                 | Mont Ventoux            | Type DF „Sprint I“                             | René Thomas                | Platz 1                                                                 |
| 15. Aug. 1922 | Meeting de la Baule                        | La Baule                | Type DF „Sprint I“                             | René Thomas                | Platz 1                                                                 |
| 22. Okt. 1922 | Journée des Records (Fliegender Kilometer) | Oostmalle               | Type DF „Sprint I“                             | René Thomas                | Platz 1                                                                 |
| 1. Nov. 1922  | Bergrennen von Griffoulet                  | Toulouse                | Type DF „La Tango“                             | René Thomas                | Platz 1 in der Klasse für Tourenwagen?                                  |
| 1923          | Fliegender Kilometer                       | Nizza                   | Type DF „Sprint I“                             | René Thomas                | Platz 2                                                                 |
| 1923          | Eaux Mortes (Fliegender Kilometer)         | Genf                    | Type DF „Sprint I“?                            | René Thomas                | Platz 1                                                                 |
| 28. Jan. 1923 | Bergrennen von Allauch                     | Marseille               | Type DF „La Tango“                             | René Thomas                | Platz 1 in der Klasse für Tourenwagen                                   |
| 25. Feb. 1923 | Bergrennen Nizza–La Turbie                 | La Turbie               | Type DF „Sprint I“                             | René Thomas                | Platz 1                                                                 |
| 4. März 1923  | Bergrennen von Le Camp                     | Marseille               | Type DF „Sprint I“                             | René Thomas                | Platz 1                                                                 |
| 18. März 1923 | Fliegender Kilometer                       | Genf                    | Type DF „Sprint I“                             | René Thomas                | Platz 1                                                                 |
| 22. März 1923 | Bergrennen von Mi-Corniche                 | Monaco                  | Type DF „Sprint I“                             | René Thomas                | Platz 1                                                                 |
| 25. März 1923 | Bergrennen am Mont Agel                    | Mont Agel               | Type DF „Sprint I“                             | René Thomas                | Platz 1                                                                 |
| 10. Mai 1923  | Bergrennen am Pic de Montaigu              | Bourges                 | Type DF „Sprint I“                             | René Thomas                | schnellste Zeit                                                         |
| 11. Mai 1923  | Bergrennen von Les Dunes                   | Poitiers                | Type DF „Sprint I“                             | René Thomas                | schnellste Zeit                                                         |
| 13. Mai 1923  | Bergrennen von Alouette                    | Tours                   | Type DF „Sprint I“                             | René Thomas                | schnellste Zeit                                                         |
| 27. Mai 1923  | Bergrennen von Limonest                    | Limonest                | Type DF „Sprint I“                             | René Thomas                | Platz 1                                                                 |
| 10. Juni 1923 | Bergrennen von Vendranges                  | Roanne                  | Type DF „Sprint I“                             | René Thomas                | schnellste Zeit                                                         |
| 17. Juni 1923 | Bergrennen am Faucille                     | Gex                     | Type DF „Sprint I“                             | René Thomas                | Platz 1 in der Klasse über 5 Liter Hubraum                              |
| 24. Juni 1923 | Bergrennen von Val-Suzon                   | Dijon                   | Type DF „Sprint I“                             | René Thomas                | Platz 1                                                                 |
| 29. Juli 1923 | Bergrennen von Laffrey                     | Grenoble                | Type DF „Sprint I“                             | René Thomas                | Platz 1                                                                 |
| 18. Aug. 1923 | Bergrennen am Mont Ventoux                 | Mont Ventoux            | Type DF „Sprint I“                             | René Thomas                | Platz 1                                                                 |
| 7. Okt. 1923  | Bergrennen von Gaillon                     | Gaillon                 | Type DH Type DF „Sprint I“? Type DF „La Tango“ | René Thomas                | Platz 1 Platz 2 Platz 3                                                 |
| 27. Jan. 1924 | Bergrennen von Allauch                     | Marseille               | Type DF „Sprint I“                             | René Thomas                | Platz 1                                                                 |
| 9. März 1924  | Bergrennen Nizza–La Turbie                 | La Turbie               | Type DF „Sprint I“ Type DF „La Tango“          | Albert Divo Robert Benoist | Platz 1 Platz 1 in der Klasse für Tourenwagen                           |
| 9. März 1924  | La Californie (Stehender Kilometer)        | Nizza                   | Type DF „Sprint I“ Type DF „La Tango“          | Albert Divo Robert Benoist | Platz 1 schnellste Zeit für Tourenwagen                                 |
| 16. März 1924 | Bergrennen am Mont Agel                    | Mont Agel               | Type DF „La Tango“                             | Robert Benoist             | Platz 1                                                                 |
| 23. März 1924 | Bergrennen von Massilan                    | Nîmes                   | Type DF „Sprint I“?                            | Albert Divo                | Platz 1                                                                 |
| 30. März 1924 | Bergrennen von Argenteuil                  | Argenteuil              | Type DF „La Tango“                             | Robert Benoist             | Platz 1                                                                 |
| 6. Apr. 1924  | Bergrennen von Le Camp                     | Marseille               | Type DF „Sprint I“                             | Robert Benoist             | Platz 1                                                                 |
| 27. Apr. 1924 | Bergrennen von Alpilles                    | Saint-Rémy-de-Provence  | Type DF „Sprint I“?                            | Albert Divo                | schnellste Zeit                                                         |
| 27. Apr. 1924 | AMCF (Fliegender Kilometer)                | Forêt de Sénart         | Type DF „La Tango“                             | Robert Benoist             | Platz 1                                                                 |
| 18. Mai 1924  | Rennen Toul–Nancy                          | Dammartin-les-Templiers | Type DF „Sprint I“?                            | Albert Divo                | schnellste Zeit                                                         |
| 25. Mai 1924  | Bergrennen von Limonest                    | Limonest                | Type DF „La Tango“                             | Robert Benoist             | Platz 1                                                                 |
| 29. Mai 1924  | Bergrennen am Pic de Montaigu              | Bourges                 | Type DF „Sprint I“?                            | Robert Benoist             | schnellste Zeit                                                         |
| 22. Juni 1924 | Bergrennen von Val-Suzon                   | Dijon                   | Type DF „Sprint I“?                            | Albert Divo                | schnellste Zeit                                                         |
| 13. Juli 1924 | Bergrennen von Laffrey                     | Grenoble                | Type DF „La Tango“                             | Robert Benoist             | Platz 1                                                                 |
| 7. Sep. 1924  | Bergrennen am Mont Ventoux                 | Mont Ventoux            | Type DH Type DF „La Tango“                     | Albert Divo Robert Benoist | Platz 1 Platz 1 in der Klasse Tourenwagen                               |
| 13. Apr. 1925 | Straßburg (Fliegender Kilometer)           | Lingolsheim             | Type DF „Sprint I“                             | Robert Benoist             | Platz 1                                                                 |
| 9. Aug. 1925  | Bergrennen am Mont Ventoux                 | Mont Ventoux            | Type GL GS „Sprint II“ Type DF „Sprint I“      | Albert Divo Robert Benoist | Platz 1 Platz 2                                                         |
| 22. Aug. 1925 | Klausenrennen                              | Linthal                 | Type DF „Sprint I“?                            | Albert Divo                | Platz 1                                                                 |
| 1926          | Eisrennen                                  | Gjersjøen (Norwegen)    | Type DF „Sprint I“                             | Robert Benoist             | Platz 1                                                                 |